# Vikingek (televíziós sorozat)
A Vikingek (eredeti cím: Vikings) 2013-ban indult ír–kanadai televíziós filmsorozat. Alaptörténete a Ragnar Lothbrokról szóló sagák és mitológiai írások alapján készült, mely  a Travis Fimmel által alakított földműves és harcos felemelkedését meséli el, ki társaival elsőként hajózott nyugatra és jutott el Angliába. A feldolgozásban megjelenik számtalan történelmi és mitológiai személy, mint Ragnar gyermekei, Björn, Csonttalan Ivar, feleségei, Lagertha és Aslaug, Rollo normandiai herceg (aki itt testvéreként szerepel) és ellenfele, Ælla, Northumbria királya. A Vikingek volt az első saját készítésű sorozata a History Channelnek és azonnali siker lett a nézők körében. Műfaja történelmi drámasorozat. Kanadában a History, Magyarországon a Viasat 3 tűzte műsorára.

## Szereplők
| 1                              | 2                 | 3                                                            | 4 | 5 |  |  |  |
| Ragnar Lothbrok                | Travis Fimmel     | Hujber Ferenc                                                |   |   |  |  |  |
| Lagertha Lothbrok              | Katheryn Winnick  | Haumann Petra                                                |   |   |  |  |  |
| Rollo Sigurdsson               | Clive Standen     | Galambos Péter                                               |   |   |  |  |  |
| Floki Vilgerðarson             | Gustaf Skarsgard  | Karácsonyi Zoltán                                            |   |   |  |  |  |
| Siggy Haraldson                | Jessalyn Gilsig   | Solecki Janka                                                |   |   |  |  |  |
| Haraldson jarl                 | Gabriel Byrne     | Fodor Tamás                                                  |   |   |  |  |  |
| Athelstan                      | George Blagden    | Szabó Máté                                                   |   |   |  |  |  |
| Eric                           | Vladimir Kulich   | Schneider Zoltán                                             |   |   |  |  |  |
| Svein                          | David Pearse      | Scherer Péter                                                |   |   |  |  |  |
| Vesderekú („Vasbordájú”) Björn | Alexander Ludwig  | Gacsal Ádám                                                  |   |   |  |  |  |
| Aslaug hercegnő                | Alyssa Sutherland | Nagy-Németh Borbála (1-2.évad) Kisfalvi Krisztina (3-4.évad) |   |   |  |  |  |
| Horik király                   | Donal Logue       | Kőszegi Ákos                                                 |   |   |  |  |  |
| Egbert wessexi király          | Linus Roache      | Epres Attila                                                 |   |   |  |  |  |
| „Testes” Olaf norvég király    | Steven Berkoff    | (n. a.)                                                      |   |   |  |  |  |

## Történelmi és mitológiai háttér
Ragnar Lothbrok személyéről gazdag mitológia anyag áll rendelkezésre ugyanakkor nehéz a mítosztól elválasztani a történelmi személyt. Habár a kutatók véleménye megegyezik arról, hogy valóban létezett Ragnar Lothbrok, de a sagákban leírt személy valószínűleg több történelmi személy tetteit fűzi össze, amely aztán mesés elemekkel is bővült. A történelmi háttér kibogozását nehezíti, hogy az angolszász krónikákban is megjelenő Lothbrokról az információk esetenként ellentmondásosak is. Ezzel szemben jóval többet tudunk Ragnar Lothbroknak tulajdonított egyes gyermekekről és testvérről, Rollóról. 
- Ragnar Lothbrok: A legendák szerint Ragnar Lothbrok nagy viking harcos, aki csapást mért angolokra és a frankokra, önerőből király lett, majd egy balszerencsés fordulat következtében az angol Ælla, aki Northumbria királya volt foglyul ejtette és kígyóverembe vetette, ahol a viperák halálra marták. Mivel nem harc közben fegyverrel kezében esett el így Ragnar nem kerülhetett halála után a Valhallába. Ragnar fiai bosszút esküdtek és hadjáratot indítottak Ælla ellen, akit elfogtak és az úgynevezett „vérsas” rituális gyilkossággal kivégeztek. Egyes kutatók kételkednek, hogy valóban volt Ælla királynak kígyóverme.[3][4]
- Vasderekú Björn: 860-ban híres portyára indult és végig rabolta csapatával a mediterráneumot. Egészen Itáliáig jut, ahol több várost bevesz. Végül Szicílián és Észak-Afrikán keresztül hazatért. Később a svéd királyság uralkodója lesz.[5]
- Rollo: A normandiai hercegség eredetileg skandináv gyarmatként jött létre, aminek első hercege Rollo volt. Származása bizonytalan, egyes források dánnak, mások norvégnak tartják. Annyi bizonyos, hogy seregének többségét dán harcosok alkották. Már azelőtt elfoglalta Észak-Franciaország egy részét, mielőtt Együgyű Károly 911-ben átadta volna, mint hercegséget, tehát a király már egy fennálló állapotot szentesített. Az uralkodó feltétele az volt, hogy Rollo hűségesküt tesz neki és megvédi a területet a viking támadásoktól. Ezt a herceg be is tartotta, s olykor a Loire menti vikingekkel összefogva harcolt saját honfitársai ellen. Emlékét köztéri szobrok őrzik mai is, sírja pedig a roueni katedrálisban található.
- Csonttalan Ivar: A legenda szerint Ivar Ragnarsson, Ragnar Lothbrok fia, aki két öccsével: Ubbával és Halfdannal útra keltek atyjuk halálát megbosszulni. Egyes források szerint 873-ban szokatlanul békésen halt meg, gazdagon, harcban legyőzhetetlenül és ősei hitében mindvégig megmaradva. Más forrás szerint útban Eddington felé – az ethanduni csatában győztes szászok elől menekülve – a Berkshire-i Hungerfordnál (Hingwar's Ford) belefulladt a Kennet folyóba.
- Aslaug: Az északi mitológiákban szerepel, mint királynő, aki felbukkan Ragnar Lothbrok és a Völsunga sagában is.
- Hrafna-Flóki Vilgerðarson: Flóki az első viking felfedezők között tartják számon, akik eljutottak Izlandra, azonban a legelső olyan volt, aki tudatosan letelepedni szándékozott ott. Flóki a régi skandináv vallás nagy híve volt és tisztelte a hollókat. Három példányt is magával vitt útjára, és a tájékozódáshoz is segítséget remélt tőlük. A hagyomány szerint a hajózás során, amikor úgy érezte, föld közelében jár, elengedte egyiküket és megfigyelte útjukat. Ez után kapta Flóki kortársaitól a Hrafna-Flóki, azaz Hollós-Flóki nevet. Habár még egyszer hazatér, de később visszatér Izlandra és ott is éli le hátralévő életét.

## Sugárzás
A Vikingek 2013. március 3-án debütált Kanadában a History csatornán.
Azóta az alábbi csatornák sugározzák a sorozatot:
| Ország             | Csatorna       | Premier dátuma       |
| ------------------ | -------------- | -------------------- |
| Ausztrália         | SBS One        | 2013. augusztus 8.   |
| Kanada             | History Canada | 2013. március 3.     |
| Dánia              | DR3            | 2013. december       |
| Franciaország      | Canal+         | 2013. június 10.     |
| Németország        | ProSieben      | 2014. április 25.    |
| India              | History TV18   | 2014. március 31.    |
| Írország           | RTÉ Two        | 2014. január 26.     |
| Olaszország        | Rai 4          | 2014. május 28.      |
| Lengyelország      | History        | 2013. október 21.    |
| Spanyolország      | TNT            | 2013. június 12.     |
| Egyesült Királyság | History        | 2013. május 14.      |
| USA                | History        | 2013. március 7.     |
| Magyarország       | Viasat 3       | 2013. szeptember 13. |

## Évadok

### Első évad (2013)
| Sor. | Év. | Cím                                   | Rendező         | Író           | Premier           | Nézettség   |
| ---- | --- | ------------------------------------- | --------------- | ------------- | ----------------- | ----------- |
| 1.   | 1.  | Az átkelés (Rites of Passage)         | Johan Renck     | Michael Hirst | 2013. március 3.  | 6,21 millió |
| 2.   | 2.  | Észak haragja (Wrath of the Northmen) | Johan Renck     | Michael Hirst | 2013. március 10. | 4,62 millió |
| 3.   | 3.  | A kisemmizett (Dispossessed)          | Johan Renck     | Michael Hirst | 2013. március 17. | 4,83 millió |
| 4.   | 4.  | A tárgyalás (Trial)                   | Ciarán Donnelly | Michael Hirst | 2013. március 24. | 4,54 millió |
| 5.   | 5.  | A rajtaütés (Raid)                    | Ciarán Donnelly | Michael Hirst | 2013. március 31. | 4,74 millió |
| 6.   | 6.  | A temetés (Burial of the Dead)        | Ciarán Donnelly | Michael Hirst | 2013. április 7.  | 3,31 millió |
| 7.   | 7.  | A váltságdíj (A King's Ransom)        | Ken Girotti     | Michael Hirst | 2013. április 14. | 3,42 millió |
| 8.   | 8.  | Áldozat (Sacrifice)                   | Ken Girotti     | Michael Hirst | 2013. április 21. | 3,85 millió |
| 9.   | 9.  | Változások (All Change)               | Ken Girotti     | Michael Hirst | 2013. április 28. | 3,58 millió |

### Második évad (2014)
| Sor. | Év. | Cím                                  | Rendező         | Író           | Premier           | Nézettség   |
| ---- | --- | ------------------------------------ | --------------- | ------------- | ----------------- | ----------- |
| 10.  | 1.  | Fivérek háborúja (Brother's War)     | Ciarán Donnelly | Michael Hirst | 2014. február 27. | 3,56 millió |
| 11.  | 2.  | A hadjárat (Invasion)                | Ciarán Donnelly | Michael Hirst | 2014. március 6.  | 3,20 millió |
| 12.  | 3.  | Árulás (Treachery)                   | Ken Girotti     | Michael Hirst | 2014. március 13. | 3,38 millió |
| 13.  | 4.  | Szemet szemért (Eye For an Eye)      | Ken Girotti     | Michael Hirst | 2014. március 20. | 3,31 millió |
| 14.  | 5.  | Vérrel írt válasz (Answers in Blood) | Jeff Woolnough  | Michael Hirst | 2014. március 27. | 3,35 millió |
| 15.  | 6.  | Nincs bocsánat (Unforgiven)          | Jeff Woolnough  | Michael Hirst | 2014. április 3.  | 2,96 millió |
| 16.  | 7.  | A vérsas (Blood Eagle)               | Kari Skogland   | Michael Hirst | 2014. április 10. | 3,09 millió |
| 17.  | 8.  | A csonttalan (Boneless)              | Kari Skogland   | Michael Hirst | 2014. április 17. | 2,91 millió |
| 18.  | 9.  | A választás (The Choice)             | Ken Girotti     | Michael Hirst | 2014. április 24. | 3,11 millió |
| 19.  | 10. | Mi atyánk (The Lord's Prayer)        | Ken Girotti     | Michael Hirst | 2014. május 1.    | 3,37 millió |

### Harmadik évad (2015)
A csatorna 2014-ben berendelte a harmadik évadot is 10 résszel, amit a tervek szerint 2015 nyarán kezdenek majd sugározni.  Michael Hirst nyilatkozata szerint az egyik kulcs momentum a Párizs elleni viking támadás lesz. A harmadik évad nemzetközi premiere 2015 február 19.
| Sor. | Év. | Cím                               | Rendező        | Író           | Premier           | Nézettség   |
| ---- | --- | --------------------------------- | -------------- | ------------- | ----------------- | ----------- |
| 20.  | 1.  | Zsoldosok (Mercenary)             | Ken Girotti    | Michael Hirst | 2015. február 19. | 2,80 millió |
| 21.  | 2.  | A vándor (The Wanderer)           | Ken Girotti    | Michael Hirst | 2015. február 26. | 2.41 millió |
| 22.  | 3.  | A harcos végzete (Warrior's Fate) | Jeff Woolnough | Michael Hirst | 2015. március 5.  | 2.41 millió |
| 23.  | 4.  | Sebek (Scarred)                   | Jeff Woolnough | Michael Hirst | 2015. március 12. | 2.63 millió |
| 24.  | 5.  | A bitorló (The Usurper)           | Helen Shaver   | Michael Hirst | 2015. március 19. | 2.61 millió |
| 25.  | 6.  | Újjászületés (Born Again)         | Helen Shaver   | Michael Hirst | 2015.március 26.  | 2.43 millió |
| 26.  | 7.  | Párizs (Paris)                    | Kelly Makin    | Michael Hirst | 2015.április 2.   | 2.21 millió |
| 27.  | 8.  | A kapukhoz (To the Gates!)        | Kelly Makin    | Michael Hirst | 2015.április 9.   | 2.56 millió |
| 28.  | 9.  | Töréspont (Breaking Point)        | Ken Girotti    | Michael Hirst | 2015.április 16.  |             |
| 29.  | 10. | A holt (The Dead)                 | Ken Girotti    | Michael Hirst | 2015.április 23.  |             |

A harmadik évaddal párhuzamosan Athelstan utazása (Athelstan's Journal) címmel jelent meg rövid netes videó sorozat.

### Negyedik évad (2016)
2015. március 26.-án berendelték a negyedik szezont is. A forgatást 2015 tavaszán kezdik meg Írországban.
A Kanadai premier 2016 Február 18.-án kerül a vászonra. Ez az évad idén 10 rész után egy ún. mid-season finale-val zárul.
| Sor. | Év. | Cím                                                                       | Rendező         | Író           | Premier           |
| ---- | --- | ------------------------------------------------------------------------- | --------------- | ------------- | ----------------- |
| 30.  | 1.  | Jogos árulás (A Good Treason)                                             | Ciarán Donnelly | Michael Hirst | 2016. február 18. |
| 31.  | 2.  | Haljon meg a királynő (Kill the Queen)                                    | Ciarán Donnelly | Michael Hirst | 2016. február 25. |
| 32.  | 3.  | Irgalom (Mercy)                                                           | Ciarán Donnelly | Michael Hirst | 2016. március 3.  |
| 33.  | 4.  | Yol (Yol)                                                                 | Helen Shaver    | Michael Hirst | 2016. március 10. |
| 34.  | 5.  | Az ígéret (Promised)                                                      | Helen Shaver    | Michael Hirst | 2016. március 17. |
| 35.  | 6.  | Mi lehetett volna?! (What Might Have Been)                                | Ken Girotti     | Michael Hirst | 2016. március 24. |
| 36.  | 7.  | Haszon és veszteség (The Profit and the Loss)                             | Ken Girotti     | Michael Hirst | 2016. március 31. |
| 37.  | 8.  | Hajók a sziklán (Portage)                                                 | Ken Girotti     | Michael Hirst | 2016. április 7.  |
| 38.  | 9.  | Körös-körül halál (Death All 'Round)                                      | Jeff Woolnough  | Michael Hirst | 2016. április 14. |
| 39.  | 10. | Az utolsó hajó (The Last Ship)                                            | Jeff Woolnough  | Michael Hirst | 2016. április 21. |
| 40.  | 11. | A kívülálló (The Outsider)                                                |                 | Michael Hirst |                   |
| 41.  | 12. | A látomás (The Vision)                                                    |                 | Michael Hirst |                   |
| 42.  | 13. | Két utazás (Two Journeys)                                                 |                 | Michael Hirst |                   |
| 43.  | 14. | A pirkadat előtti kétes órában (In the Uncertain Hour Before the Morning) |                 | Michael Hirst |                   |
| 44.  | 15. | Az úr minden angyala (All His Angels)                                     |                 | Michael Hirst |                   |
| 45.  | 16. | Válaszutak (Crossings)                                                    |                 | Michael Hirst |                   |
| 46.  | 17. | A nagy sereg (The Great Army)                                             |                 | Michael Hirst |                   |
| 47.  | 18. | Bosszú (Revenge)                                                          |                 | Michael Hirst |                   |
| 48.  | 19. | Előeste (On the Eve)                                                      |                 | Michael Hirst |                   |
| 49.  | 20. | Leszámolás (The Reckoning)                                                |                 | Michael Hirst |                   |

### Ötödik évad (2017)
2016. március 17-én berendelték a sorozat ötödik évadát is. A forgatást 2016 nyarán fogják megkezdeni. Az ötödik évad a negyedikhez hasonlóan 20 epizódból fog állni.